# Человек на своём месте
«Человек на своём месте» — советский фильм 1972 года режиссёра Алексея Сахарова по сценарию Валентина Черных.
За роль в фильме актёр Владимир Меньшов стал лауреатом приза за лучшую мужскую роль Всесоюзного кинофестиваля (1973).

## Сюжет
Семён Бобров после окончания института был распределён в Ленинград. Отработал три года на одном из заводов и вернулся в свою родную деревню. Работал главным инженером колхоза и показал себя с самой лучшей стороны. Но для всех стало неожиданностью его самовыдвижение на пост председателя.
Став руководителем, он изменил привычное течение спокойной жизни. Первой задачей было укрепление дисциплины, что особенно трудно среди людей, знающих тебя с самого детства. Потом последовала отмена формальных мероприятий, все были нацелены на эффективную, самостоятельную работу.
Главной мечтой Семёна Ивановича была постройка крупного, современного животноводческого комплекса, но его нельзя было строить без наличия приличной дороги. Денег, выделяемых районом, хватало только на один из проектов: либо дорога, либо комплекс.
Избрав верный метод ведения переговоров и основательно к ним подготовившись, Бобров сумел договориться с директором соседнего химкомбината Кочаряном о строительстве девятикилометрового участка шоссе. А поскольку все бюро проектов были загружены работой, к проектированию животноводческого комплекса, жилья и объектов инфраструктуры Бобров привлёк, заинтересовав, старшекурсников архитектурного института.
Не все были поклонниками новой линии, некоторые члены правления колхоза стали высказываться против смелых решений своего руководителя. Свою дальнейшую судьбу молодой председатель передал в руки общего собрания, на котором он просил выразить ему доверие. Бурные дебаты закончились полной победой сторонников перемен.

## В ролях
- Владимир Меньшов — Семён Иванович Бобров, председатель колхоза
- Анастасия Вертинская — Клара Семёновна Вересова, студентка-архитектор
- Армен Джигарханян — Арташес Леонович Кочарян, директор химкомбината
- Лев Дуров — Иван Максимович Горбачёв, парторг колхоза
- Виктор Авдюшко — Василий Иванович Серов, секретарь райкома
- Нина Меньшикова — Анна Петровна Звягина, передовая доярка
- Георгий Бурков — Гавриил Петрович Бобров, родственник Семёна
- Константин Забелин — Игнат Фёдорович Селезнёв
- Виктор Шульгин — Николай Иванович Стукалин, начальник мехмастерской
- Олег В. Ефремов — Николай Семёнович Берёзкин (озвучивает Михаил Кокшенов)
- Наталья Назарова — Татьяна, секретарь председателя колхоза
- Виктор Филиппов — главный зоотехник
- Дмитрий Орловский — Николай Пантелеймонович (озвучивает Петр Любешкин)

## Музыка
Ольга Аросева — пани Моника в «Кабачке 13 стульев» (исполняет песню по телевидению голосом Мирей Матье).